# Edmonton-Est

Circonscription Edmonton-Est

Edmonton-Est était une circonscription électorale fédérale canadienne de l'Alberta.

## Circonscription fédérale
La circonscription se situait au centre de l'Alberta et représentait la partie est d'Edmonton. 
Les circonscriptions limitrophes étaient Edmonton-Centre, Edmonton—St. Albert, Edmonton—Sherwood Park et Edmonton—Strathcona.     
Elle possédait une population de 128 199 personnes, dont 91 160 électeurs, sur une superficie de 50 km². 

### Résultats électoraux
|       | Candidat           | Parti        | # de voix | % des voix |
|       | (x) Peter Goldring | Conservateur | +24 111,  | 52,75 %    |
|       | Shafik Ruda        | Libéral      | +03 176,  | 6,95 %     |
|       | Ray Martin         | NPD          | +17 078,  | 37,36 %    |
|       | Trey Capnerhurst   | Vert         | +01 345,  | 2,94 %     |
| Total | Total              | Total        | 45 710    | 100 %      |

|       | Candidat           | Parti        | # de voix | % des voix |
|       | (x) Peter Goldring | Conservateur | +21 487,  | 51,32 %    |
|       | Stephanie Laskoski | Libéral      | +04 578,  | 10,93 %    |
|       | Ray Martin         | NPD          | +13 318,  | 31,81 %    |
|       | Trey Capnerhurst   | Vert         | +02 488,  | 5,94 %     |
| Total | Total              | Total        | 41 871    | 100 %      |

### Historique
La circonscription d'Edmonton-Est a été créée en 1914 à partir d'Edmonton et de Victoria. Renommée Edmonton-Centre-Est en 2000, elle fut abolie en 2003 et redistribuée parmi Edmonton-Centre, Edmonton-Est et Edmonton—Sherwood Park. La nouvelle circonscription d'Edmonton-Est fut créée avec des parties d'Edmonton-Centre-Est et d'Edmonton-Nord. Abolie lors du redécoupage de 2012, elle fut redistribuée parmi Edmonton Griesbach, Edmonton Manning et Edmonton Strathcona.
1. 1984-1988 — William Lesick, PC
2. 1988-1993 — Ross Harvey, NPD
3. 1993-1997 — Judy Bethel, PLC
4. 1997-2015 — Peter Goldring, PR (1997-2000), AC (2000-2003), PCC (2003-2011), IND (2011-2013) et PCC (2013-2015)

- AC = Alliance canadienne
- NPD = Nouveau Parti démocratique
- PC = Parti progressiste-conservateur
- PCC = Parti conservateur du Canada
- PLC = Parti libéral du Canada
- PR = Parti réformiste du Canada
- IND = Indépendant

1. ↑  Élections Canada.